# Serghei Antonov
Serghei Antonov (rusă: Сергей Петрович Анто́нов)  (n. 16/29 mai 1915, Petrograd, Imperiul Rus – d. 29 aprilie 1995, Moscova, Rusia) a fost un scriitor rus/sovietic și scenarist. A câștigat Premiul Stalin gradul al treilea în 1951 pentru volumul de povestiri Pe drumuri sunt mașini (По дорогам идут машины).
Antonov a zugrăvit adesea în nuvelele și schițele sale viața de la țară - Primăvara, „Mătușica” Lușa, S-a întâmplat la Penkovo, Într-o staniță liniștită, Fata din Polesie.
În 1947 îi apare prima culegere de nuvele și schițe - Primăvara (Весна).
Traduceri în limba română: „Mătușica” Lușa, Ploile, S-a întâmplat la Penkovo, Alionka (Аленка).
A scris scenariul unor filme ca Oamenii de pe pod (Люди на мосту, 1959), Alionka (1961), Zbor fără încărcătură (Порожний рейс, 1963)